# Marmolata
Marmolata (ital: Marmolada, ladină: Marmoleda;)  este cel mai înalt vârf montan din Dolomiți.

## Descriere
Piscul este situat în partea de vest a masivului Dolomiților care se învecinează cu creasta Punta Penia (3343 m), Punta Rocca (3309 m), Punta Ombretta (3230 m) și Punta Serauta  (3069 m). Versantul sudic al muntelui spre valea Ombretta, are un perete vertical lung de circa 2 km, cu o înălțime de 800 de m. Pe versantul de nord se află ghețarul Ghiacciaio della Marmolada singurul ghețar din Dolomiți. Comparativ cu versantul său sudic, versantul nordic este mai domol. 

## Legendă
O legendă din Tirol spune că pe locul ghețarului de pe Marmolata, erau pășuni și fânețe întinse. Într-o vară, în august, de ziua de Sfânta Mărie, țăranii pregăteau fânul pentru iarnă, în loc să coboare în vale și să meargă la biserică. Dintr-o dată, a început să ningă fără întrerupere, și a nins până ce toată Marmolata a devenit albă, acoperită de gheață.

## Escalarea muntelui
La data de 3 august 1802 câțiva oameni curajoși încearcă escaladarea muntelui: trei preoți (Don Giovanni Costadeda²i, Don Giuseppe Terza, Don Tommaso Pezzei), un chirurg (Hauser) și un judecător (Peristi) de la Punta di Rocca prin Passo di Fédaia. La coborâre moare, probabil căzut într-o prăpastie, Don Giuseppe Terza. Acest accident a generat o superstiție care a împiedicat timp de 50 de ani alte încercări de escaladare. Grupa care a încercat escaladarea în 1856 era formată din trei preoți (Don Pietro Munga, Don Alessio Marmolada, Don Lorenzo Nikolai)  și un tânăr de 17 ani, Gian Antonio Di Manzoni, grupa fiind condusă de Pellegrino Pellegrini. În anul 1860 încearcă escaladarea vârfului Marmolata englezul John Ball. Abia în anul 1862 reușește alpinistul vienez Paul Grohmann să escaleze prin ruta de nord muntele, iar în 1864 urcă pe piscul  Punta di Penia. După acest succes a urmat o serie de escaladări numeroase ale piscului Marmolata.